# Ḱojlija
Ḱojlija (makedonska: Ќојлија) är en ort i Nordmakedonien. Den ligger i kommunen Petrovec, i den centrala delen av landet, 17 kilometer öster om huvudstaden Skopje. Ḱojlija ligger 227 meter över havet och antalet invånare är 482.